# 頂港子墘
頂港子墘，原寫為頂港仔墘，是臺灣嘉義縣太保市的一個傳統地域名稱，位於該市西南部。相較於今日行政區，其範圍大致包括安仁里不含東部中段及西部邊界地帶中北段及北部西側凸出部分的北端、崙頂里西部凸出部分的南大半部、東勢里南部中央凸出部分的南大半部，以及朴子市的仁和里東南端、大葛里東北端。
嘉義縣政府設於本地區境內。

## 歷史
台灣日治初期，頂港子墘地區為一街庄（舊制街庄），稱為「頂港仔墘庄」，隸屬於大槺榔東下堡。該庄昔日北與東勢藔庄為鄰，東與崙仔頂庄、茄苳腳庄為鄰，南邊為後藔庄、鹿仔草庄，西邊為馬稠後庄、小槺榔庄。
1901年（日治明治三十四年）11月11日，全台廢縣廳改設二十廳，該庄隸屬於嘉義廳。1904年（明治三十七年）2月20日，該庄編入「後潭區」，隸屬於嘉義廳。1905年（明治三十八年）7月1日，嘉義廳內管轄區域調整，該庄仍隸屬於「後潭區」。1909年（明治四十二年）10月25日，全台合併二十廳為十二廳，後潭區仍隸屬於嘉義廳。1920年（大正九年）10月1日，全台地方制度大改正，廢十二廳改設五州二廳，該庄改制並雅化為「頂港子墘」大字，隸屬於臺南州東石郡太保庄（新制街庄）。
戰後太保庄改制為太保鄉，隸屬於臺南縣，大字亦改制為村。1950年10月25日，雲、嘉、南分治，太保鄉改隸屬嘉義縣。1991年7月1日，因應嘉義縣治遷入，太保鄉升格為縣轄市太保市，村亦改制為里。

## 聚落
該地區發展較早的聚落有頂港仔墘、三塊厝、厝藔等，在日治期初期的官方地圖上已有記載。

## 交通
縣道168號又稱「嘉朴公路」，是東石至中庄的道路，經過本地區北部。由該道路西行可前往朴子市、東石鄉，並止於東石市區；東行可前往太保市太保市區、水上鄉，並止於中庄的縣道165號轉角路口。
鄉道嘉43-1線是東勢寮至橋仔頭的道路，其西北側端點（起點）位於本地區北部的縣道168號路口（東勢寮聚落南郊）。
鄉道嘉44線是頂港仔墘至春珠的道路，其西側端點（起點）位於本地區西部邊界地帶的鄉道嘉45線路口，經過本地區主聚落。
鄉道嘉45線是蒜頭糖廠至馬稠後的道路，其南側端點（終點）位於本地區中部偏西南的縣道167號路口。

## 公務機關及公共設施
- 嘉義縣政府
- 嘉義縣議會（東北半部）
- 嘉義縣警察局
- 嘉義縣消防局
- 嘉義縣棒球場（東半部）

## 學校
- 大同技術學院太保校區（東半部）
- 安東國小